# Tufan Özbozkurt
Tufan Özbozkurt (Utrecht, 20 maart 1993) is een Turks-Nederlands voetballer die bij voorkeur als middenvelder speelt.

## Loopbaan
Özbozkurt kwam in 2002 in de jeugdopleiding van PSV terecht. Daarvoor voetbalde hij bij Elinkwijk. Özbozkurt debuteerde op 3 augustus 2013 in het betaald voetbal toen hij het met Jong PSV opnam tegen Sparta Rotterdam. Hij viel die wedstrijd in de blessuretijd in.
Hij tekende in augustus 2014 een tweejarig contract bij Konyaspor. Dat lijfde hem transfervrij in nadat zijn verbintenis bij PSV afliep. Hierna speelde hij in Turkije voor Selçukspor en Bugsasspor. De eerste helft van 2018 kwam Özbozkurt uit voor Jong FC Utrecht in de Eerste divisie. In het seizoen 2019/20 speelde hij voor FC Lienden in Derde divisie zondag en sinds medio 2020 voor SV TEC in de Tweede divisie.

## Statistieken
| Seizoen         | Club            |                    | Competitie      | Competitie | Competitie | Beker | Beker | Internationaal | Internationaal | Totaal | Totaal |
| Seizoen         | Club            | Wed.               | Competitie      | Dlp.       | Wed.       | Dlp.  | Wed.  | Dlp.           | Wed.           | Dlp.   |        |
| --------------- | --------------- | ------------------ | --------------- | ---------- | ---------- | ----- | ----- | -------------- | -------------- | ------ | ------ |
| 2013/14         | Jong PSV        | Vlag van Nederland | Eerste divisie  | 26         | 2          | 0     | 0     | -              | -              | 26     | 2      |
| Club totaal     | Club totaal     | Club totaal        | Club totaal     | 26         | 2          | 0     | 0     | 0              | 0              | 26     | 2      |
| 2017/18         | Jong FC Utrecht | Vlag van Nederland | Eerste divisie  | 9          | 1          | 0     | 0     | -              | -              | 9      | 1      |
| Club totaal     | Club totaal     | Club totaal        | Club totaal     | 9          | 1          | 0     | 0     | 0              | 0              | 9      | 1      |
| Carrière totaal | Carrière totaal | Carrière totaal    | Carrière totaal | 35         | 3          | 0     | 0     | 0              | 0              | 35     | 3      |

*Bijgewerkt t/m 30 april 2018